# Abagrotis baueri
Abagrotis baueri là một loài bướm đêm trong họ Noctuidae. Loài này được tìm thấy ở Bắc Mỹ.
Số MONA hay Hodges của Abagrotis baueri là 11028.